# Bernfried Schlerath
Bernfried Schlerath (* 15. Mai 1924 in Leipzig; † 30. Mai 2003 in Berlin) war ein deutscher Sprachwissenschaftler.
Schlerath besuchte das Lessing-Gymnasium in Frankfurt am Main und studierte anschließend in Hamburg, Mainz und Frankfurt, wo er nach Promotion und Habilitation schließlich außerplanmäßiger Professor wurde. Von 1970 bis 1974 war er ordentlicher Professor für Vergleichende Sprachwissenschaft und Iranische Philologie an der Universität Marburg, seit 1974 ordentlicher Professor für Vergleichende und Indogermanische Sprachwissenschaft an der Freien Universität Berlin. 1992 wurde er emeritiert.

## Schriften (Auswahl)
- Die Behandlung von y und v nach Konsonant in den metrischen Texten des Awesta, Diss. phil. Frankfurt 1951.
- Das Königtum im Rig- und Atharvaveda. Ein Beitrag zur indogermanischen Kulturgeschichte, Abhandlungen für die Kunde des Morgenlandes 33/3, Wiesbaden 1960.
- Awesta-Wörterbuch: Vorarbeiten: 1. Index locorum zur Sekundärliteratur des Awesta; 2. Konkordanz, Wiesbaden 1968.
- Die Indogermanen. Das Problem der Expansion eines Volkes im Lichte seiner sozialen Struktur, Innsbrucker Beiträge zur Sprachwissenschaft 8, Innsbruck 1973.
- Sanskrit vocabulary arranged according to word families, Leiden 1980.
- Kleine Schriften, 2 Bde., Dettelbach 2000.
- (als Herausgeber) Zarathustra, (= Wege der Forschung 169) Darmstadt 1970.
- Das geschenkte Leben. Erinnerungen und Briefe, Dettelbach 2000. (autobiographisch)